# Fußball-Club St. Pauli von 1910 2023-2024
Questa voce raccoglie le informazioni riguardanti il Fußball-Club St. Pauli von 1910 nelle competizioni ufficiali della stagione 2023-2024.

## Maglie e sponsor
Il fornitore tecnico per la stagione 2023-2024 è DIIY, una linea di forniture sportive prodotte dalla stessa squadra del Sankt Pauli. Lo sponsor ufficiale è Congstar.
| 1ª divisa | 2ª divisa |

## Organigramma societario
Consiglio di amministrazione
- Presidente: Oke Göttlich
- Ass. amministrazione: Carsten Rothenbach
- Membro comitato direttivo: Roger Hasenbein

Area tecnica
- Direttore sportivo: Andreas Bornemann
- Team manager: Jonas Wömmel
- Direttore scouting: Jan Sandmann
- Responsabile sett. giovanile: Benjamin Liedtke
- Allenatore: Fabian Hürzeler
- Allenatore in seconda: Peter Nemeth
- Preparatori atletici: Karim Rashwan, Thomas Barth
- Preparatori dei portieri: Marco Knoop, Matthäus Witt
- Analisi video: Ole Marschall, Sami Pierau
- Osservatori: Markus Ahlf, Rüdiger Kauf, Stefan Kühn, Xaver Hasun, Joachim Philipkowski

Area sanitaria
- Medici sociali: Sebastian Schneider, Volker Carrero
- Fisioterapisti: Dominik Körner, Alexander Blase, James Morgan
- Psicologo: Christian Spreckels
- Osteopata: Florian Lechner

## Rosa
Aggiornata al 17 marzo 2024.
| N. |                        | Ruolo | Calciatore                |
| -- | ---------------------- | ----- | ------------------------- |
| 2  | Grecia (bandiera)      | D     | Manōlīs Saliakas          |
| 3  | Estonia (bandiera)     | D     | Karol Mets                |
| 4  | Austria (bandiera)     | D     | David Nemeth              |
| 5  | Germania (bandiera)    | D     | Hauke Wahl                |
| 6  | Germania (bandiera)    | A     | Simon Zoller              |
| 7  | Australia (bandiera)   | C     | Jackson Irvine (capitano) |
| 8  | Svezia (bandiera)      | C     | Eric Smith                |
| 9  | Brasile (bandiera)     | A     | Maurides                  |
| 10 | Germania (bandiera)    | C     | Marcel Hartel             |
| 11 | Germania (bandiera)    | A     | Johannes Eggestein        |
| 14 | Togo (bandiera)        | A     | Etienne Amenyido          |
| 15 | Lussemburgo (bandiera) | A     | Danel Sinani              |
| 16 | Germania (bandiera)    | C     | Carlo Boukhalfa           |
| 17 | Inghilterra (bandiera) | A     | Dapo Afolayan             |
| 18 | Scozia (bandiera)      | A     | Scott Banks               |

| N. |                                 | Ruolo | Calciatore            |
| -- | ------------------------------- | ----- | --------------------- |
| 19 | Danimarca (bandiera)            | A     | Andreas Albers        |
| 21 | Germania (bandiera)             | D     | Lars Ritzka           |
| 22 | Bosnia ed Erzegovina (bandiera) | P     | Nikola Vasilj         |
| 23 | Germania (bandiera)             | D     | Philipp Treu          |
| 24 | Australia (bandiera)            | C     | Connor Metcalfe       |
| 25 | Polonia (bandiera)              | D     | Adam Dźwigała         |
| 26 | Germania (bandiera)             | A     | Elias Saad            |
| 28 | Germania (bandiera)             | P     | Sören Ahlers          |
| 29 | Germania (bandiera)             | C     | Luca Günther          |
| 30 | Germania (bandiera)             | P     | Sascha Burchert       |
| 32 | Germania (bandiera)             | D     | Tjark Scheller        |
| 35 | Germania (bandiera)             | D     | Eric da Silva Moreira |
| 36 | Germania (bandiera)             | C     | Aljoscha Kemlein      |
| -- | Svezia (bandiera)               | C     | Erik Ahlstrand        |
| -- | Croazia (bandiera)              | D     | Jakov Medić           |

## Calciomercato
Dati aggiornati al 27 gennaio 2024.

### Sessione estiva
| Acquisti                                              | Acquisti                                         | Acquisti | Acquisti |
| R.                                                    | Nome                                             | da       | Modalità |
| ----------------------------------------------------- | ------------------------------------------------ | -------- | -------- |
| D                                                     | Hauke Wahl\|Holstein Kiel\|definitivo (gratuito) |          |          |
| Danel Sinani\|Norwich City\|definitivo (gratuito)     |                                                  |          |          |
| Philipp Treu\|Friburgo II\|definitivo (gratuito)      |                                                  |          |          |
| Andreas Albers\|Jahn Ratisbona\|definitivo (gratuito) |                                                  |          |          |
| Simon Zoller\|Bochum\|?                               |                                                  |          |          |
| Scott Banks\|Crystal Palace\|prestito                 |                                                  |          |          |
| Karol Mets\|Zurigo\|definitivo                        |                                                  |          |          |
| Altre operazioni                                      |                                                  |          |          |
| R.                                                    | Nome                                             | da       | Modalità |

| Cessioni                                                  | Cessioni    | Cessioni | Cessioni                 |
| R.                                                        | Nome        | a        | Modalità                 |
| --------------------------------------------------------- | ----------- | -------- | ------------------------ |
| D                                                         | Jakov Medić | Ajax     | definitivo (3 milioni €) |
| Betim Fazliji\|San Gallo\|definitiva (450 mila €)         |             |          |                          |
| Aremu Afeez\|Kaiserslautern\|definitiva (400 mila €)      |             |          |                          |
| Leart Paqarada\|Colonia\|definitiva (gratuita)            |             |          |                          |
| Lukas Daschner\|Bochum\|definitiva (gratuita)             |             |          |                          |
| Jannes Wieckhoff\|Heracles Almelo\|definitiva (gratuita)  |             |          |                          |
| Marcel Beifus\|Karlsruhe\|definitiva (gratuita)           |             |          |                          |
| Lucas Zander\|Sandhausen\|definitiva (gratuita)           |             |          |                          |
| Dennis Smarsch\|Duisburg\|definitiva (gratuita)           |             |          |                          |
| David Otto\|Sandhausen\|definitiva (gratuita)             |             |          |                          |
| Karol Mets\|Zurigo\|fine prestito                         |             |          |                          |
| Igor Matanović\|Eintracht Francoforte\|fine prestito      |             |          |                          |
| Altre operazioni                                          |             |          |                          |
| R.                                                        | Nome        | da       | Modalità                 |
| Franz Roggow\|Borussia Dortmund II\|definitiva (gratuita) |             |          |                          |
| Christopher Avevor\|svincolato                            |             |          |                          |

### Sessione invernale
| Acquisti                                          | Acquisti | Acquisti | Acquisti |
| R.                                                | Nome     | da       | Modalità |
| ------------------------------------------------- | -------- | -------- | -------- |
| Aljoscha Kemlein\|Union Berlino\|prestito         |          |          |          |
| Erik Ahlstrand\|Halmstad\|definitiva (650 mila €) |          |          |          |
| Altre operazioni                                  |          |          |          |
| R.                                                | Nome     | da       | Modalità |

| Cessioni | Cessioni         | Cessioni         | Cessioni         |                  |
| R.       | Nome             | a                | Modalità         |                  |
| -------- | ---------------- | ---------------- | ---------------- | ---------------- |
| -        | Altre operazioni | Altre operazioni | Altre operazioni | Altre operazioni |
| R.       | Nome             | da               | Modalità         |                  |

## Risultati

### 2. Fußball-Bundesliga

#### Girone di andata
| Arbitro: | Schröder |

|          |           |                     |
| Ache 66’ | Marcatori | 51’ Saad 75’ Hartel |

| Amburgo 5 agosto 2023, ore 13:00 CEST 2ª giornata | St. Pauli | 0 – 0 referto | Fortuna Düsseldorf | Millerntor-Stadion (29 546 spett.)\| Arbitro: \| Schlager \| |
| Arbitro:                                          | Schlager  |               |                    |                                                              |

| Fürth 19 agosto 2023, ore 13:00 CEST 3ª giornata | Greuther Fürth | 0 – 0 referto | St. Pauli | Sportpark Ronhof (12 207 spett.)\| Arbitro: \| Bauer \| |
| Arbitro:                                         | Bauer          |               |           |                                                         |

| Amburgo 27 agosto 2023, ore 13:30 CEST 4ª giornata | St. Pauli | 0 – 0 referto | Magdeburgo | Millerntor-Stadion (29 000 spett.)\| Arbitro: \| Jablonski \| |
| Arbitro:                                           | Jablonski |               |            |                                                               |

| Arbitro: | Lechner |

|              |           |          |
| Helgason 80’ | Marcatori | 59’ Saad |

| Arbitro: | Dankert |

|                                                           |           |            |
| Metcalfe 4’ Smith 7’ Afolayan 38’ Ritzka 70’ Hartel 90+3’ | Marcatori | 50’ Holtby |

| Arbitro: | Willenborg |

|                                              |           |            |
| Hartel 21’ (rig.) Hartel 57’ Boukhalfa 90+2’ | Marcatori | 29’ Polter |

| Arbitro: | Aytekin |

|               |           |                          |
| Scherhant 25’ | Marcatori | 25’ Eggestein 74’ Hartel |

| Arbitro: | Jöllenbeck |

|                                                                   |           |             |
| Saad 4’ Eggestein 49’ Eggestein 56’ Amenyido 90+3’ Metcalfe 90+5’ | Marcatori | 24’ Okunuki |

| Arbitro: | Petersen |

|                        |           |                          |
| Muslija 8’ Bilbija 82’ | Marcatori | 48’ Eggestein 78’ Irvine |

| Arbitro: | Burda |

|                          |           |               |
| Eggestein 80’ Treu 90+2’ | Marcatori | 43’ Matanović |

| Arbitro: | Sather |

|  |           |                          |
|  | Marcatori | 16’ Eggestein 31’ Hartel |

| Amburgo 10 novembre 2023, ore 18:30 CET 13ª giornata | St. Pauli | 0 – 0 referto | Hannover 96 | Millerntor-Stadion (29 546 spett.)\| Arbitro: \| Hempel \| |
| Arbitro:                                             | Hempel    |               |             |                                                            |

| Arbitro: | Braun |

|                                      |           |                                      |
| Brumado 9’ (rig.) Brumado 80’ (rig.) | Marcatori | 15’ Saliakas 19’ Hartel 23’ Afolayan |

| Arbitro: | Zwayer |

|                                 |           |                        |
| Irvine 15’ Fernandes 27’ (aut.) | Marcatori | 58’ Glatzel 60’ Pherai |

| Arbitro: | Schwengers |

|              |           |           |
| Makridis 82’ | Marcatori | 6’ Irvine |

| Arbitro: | Gerach |

|            |           |             |
| Hartel 47’ | Marcatori | 84’ Iredale |

##### Girone di ritorno
| Arbitro: | Welz |

|                     |           |  |
| Saad 34’ Hartel 64’ | Marcatori |  |

| Arbitro: | Willenborg |

|            |           |                              |
| Tzolis 83’ | Marcatori | 16’ (rig.) Hartel 26’ Hartel |

| Arbitro: | Exner |

|                                |           |                   |
| Saad 30’ Afolayan 33’ Saad 81’ | Marcatori | 44’ Sieb 59’ Asta |

| Arbitro: | Burda |

|          |           |  |
| Atik 72’ | Marcatori |  |

| Arbitro: | Exner |

|              |           |  |
| Afolayan 32’ | Marcatori |  |

| Arbitro: | Jöllenbeck |

|                                       |           |                                                   |
| Machino 53’ Mees 65’ Bernhardsson 82’ | Marcatori | 11’ Afolayan 34’ Hartel 36’ Afolayan 57’ Metcalfe |

| Arbitro: | Siebert |

|                                         |           |          |
| Kabadayi 44’ Kabadayi 73’ Karaman 90+2’ | Marcatori | 89’ Saad |

| Arbitro: | Osmers |

|                         |           |  |
| Saliakas 16’ Hartel 44’ | Marcatori |  |

| Arbitro: | Willenborg |

|  |           |                          |
|  | Marcatori | 44’ Eggestein 62’ Hartel |

| Arbitro: | Brand |

|                       |           |              |
| Hartel 32’ Ritzka 47’ | Marcatori | 56’ Grimaldi |

| Arbitro: | Bacher |

|                     |           |            |
| Franke 2’ Nebel 69’ | Marcatori | 37’ Irvine |

| Arbitro: | Reichel |

|                                       |           |                                                      |
| Eggestein 40’ Hartel 69’ Irvine 90+3’ | Marcatori | 52’ Neubauer 70’ Boyamba 81’ Wanner 83’ Vandermersch |

| Arbitro: | Aytekin |

|             |           |                            |
| Gindorf 45’ | Marcatori | 41’ Afolayan 65’ Eggestein |

| Arbitro: | Hartmann |

|            |           |  |
| Irvine 52’ | Marcatori |  |

| Arbitro: | Jöllenbeck |

|             |           |  |
| Glatzel 85’ | Marcatori |  |

| Arbitro: | Petersen |

|                                     |           |                   |
| Afolayan 7’ Afolayan 58’ Hartel 68’ | Marcatori | 90+1’ (rig.) Kehl |

| Arbitro: | Aytekin |

|               |           |                       |
| Kovačević 10’ | Marcatori | 51’ Albers 82’ Sinani |

### Coppa di Germania
| Arbitro: | Schwengers |

|  |           |                                                                     |
|  | Marcatori | 24’ Smith 59’ (aut.) Schobert 68’ Saad 70’ Hartel 88’ Dapo Afolayan |

| Arbitro: | Dankert |

|                                  |           |              |
| Hartel 57’ (rig.) Eggestein 102’ | Marcatori | 16’ Kamiński |

| Arbitro: | Petersen |

|             |           |                                            |
| Mendler 28’ | Marcatori | 23’ Wahl 64’ Saad 69’ Hartel 73’ Eggestein |

| Arbitro: | Stegemann |

|                                    |                      |                                               |
| Hartel 60’ (rig.) Boukhalfa 120+1’ | Marcatori            | 38’ (rig.) Vermeij 99’ Tanaka                 |
| Smith Saad Sinani Maurides Hartel  | Tiri di rigore 3 – 4 | A. Hoffmann Daferner Engelhardt Tanaka Tzolīs |

## Statistiche

### Statistiche di squadra
| Competizione  | Punti | In casa | In casa | In casa | In casa | In casa | In casa | In trasferta | In trasferta | In trasferta | In trasferta | In trasferta | In trasferta | Totale | Totale | Totale | Totale | Totale | Totale | DR  |
| Competizione  | Punti | G       | V       | N       | P       | Gf      | Gs      | G            | V            | N            | P            | Gf           | Gs           | G      | V      | N      | P      | Gf     | Gs     | DR  |
| ------------- | ----- | ------- | ------- | ------- | ------- | ------- | ------- | ------------ | ------------ | ------------ | ------------ | ------------ | ------------ | ------ | ------ | ------ | ------ | ------ | ------ | --- |
| 2. Bundesliga | 69    | 17      | 11      | 5       | 1       | 35      | 15      | 17           | 9            | 4            | 4            | 27           | 20           | 34     | 20     | 9      | 5      | 62     | 36     | +26 |
| DFB-Pokal     | 2     | 1       | 1       | 0       | 4       | 3       | 2       | 2            | 0            | 0            | 9            | 1            | 4            | 3      | 1      | 0      | 13     | 4      | +9     |     |
| Totale        | 19    | 12      | 6       | 1       | 39      | 18      | 19      | 11           | 4            | 4            | 36           | 21           | 38           | 23     | 10     | 5      | 75     | 40     | +35    |     |

### Andamento in campionato
| Giornata  | 1 | 2 | 3 | 4 | 5 | 6 | 7 | 8 | 9 | 10 | 11 | 12 | 13 | 14 | 15 | 16 | 17 | 18 | 19 | 20 | 21 | 22 | 23 | 24 | 25 | 26 | 27 | 28 | 29 | 30 | 31 | 32 | 33 | 34 |
| --------- | - | - | - | - | - | - | - | - | - | -- | -- | -- | -- | -- | -- | -- | -- | -- | -- | -- | -- | -- | -- | -- | -- | -- | -- | -- | -- | -- | -- | -- | -- | -- |
| Luogo     | T | C | T | C | T | C | C | T | C | T  | C  | T  | C  | T  | C  | T  | C  | C  | T  | C  | T  | C  | T  | T  | C  | T  | C  | T  | C  | T  | C  | T  | C  | T  |
| Risultato | V | N | N | N | N | V | V | V | V | N  | V  | V  | N  | V  | N  | N  | N  | V  | V  | V  | P  | V  | V  | P  | V  | V  | V  | P  | P  | V  | V  | P  | V  | V  |
| Posizione | 5 | 6 | 7 | 8 | 9 | 6 | 2 | 1 | 1 | 1  | 1  | 1  | 1  | 1  | 1  | 1  | 2  | 1  | 1  | 1  | 1  | 1  | 1  | 1  | 1  | 1  | 1  | 1  | 2  | 2  | 1  | 1  | 1  | 1  |

Legenda:

Luogo: C = Casa; T = Trasferta. Risultato: V = Vittoria; N = Pareggio; P = Sconfitta.

### Statistiche individuali
| Giocatore           | 2. Bundesliga | 2. Bundesliga | 2. Bundesliga | 2. Bundesliga | DFB-Pokal | DFB-Pokal | DFB-Pokal   | DFB-Pokal  | Totale   | Totale | Totale      | Totale     |
| Giocatore           | Presenze      | Reti          | Ammonizioni   | Espulsioni    | Presenze  | Reti      | Ammonizioni | Espulsioni | Presenze | Reti   | Ammonizioni | Espulsioni |
| ------------------- | ------------- | ------------- | ------------- | ------------- | --------- | --------- | ----------- | ---------- | -------- | ------ | ----------- | ---------- |
| D. Afolayan         | 31            | 9             | 4             | 0             | 3         | 1         | 0           | 0          | 34       | 10     | 4           | 0          |
| A. Albers           | 17            | 1             | 0             | 0             | 1         | 0         | 0           | 0          | 18       | 1      | 0           | 0          |
| E. Amenyido         | 19            | 1             | 1             | 0             | 3         | 0         | 1           | 0          | 22       | 1      | 2           | 0          |
| S. Banks            | 4             | 0             | 1             | 0             | 0         | 0         | 0           | 0          | 4        | 0      | 1           | 0          |
| C. Boukhalfa        | 17            | 1             | 1             | 0             | 2         | 1         | 0           | 0          | 19       | 2      | 1           | 0          |
| S. Burchert         | 0             | 0             | 1             | 0             | 4         | -4        | 1           | 0          | 4        | -4     | 2           | 0          |
| E. da Silva Moreira | 1             | 0             | 0             | 0             | 0         | 0         | 0           | 0          | 1        | 0      | 0           | 0          |
| A. Dźwigała         | 17            | 0             | 3             | 0             | 2         | 0         | 0           | 0          | 19       | 0      | 3           | 0          |
| J. Eggestein        | 29            | 9             | 1             | 0             | 4         | 2         | 0           | 0          | 33       | 11     | 1           | 0          |
| M. Hartel           | 33            | 17            | 0             | 0             | 4         | 4         | 1           | 0          | 37       | 21     | 1           | 0          |
| J. Irvine           | 27            | 6             | 8             | 0             | 3         | 0         | 1           | 0          | 30       | 6      | 9           | 0          |
| A. Kemlein          | 17            | 0             | 2             | 0             | 1         | 0         | 0           | 0          | 18       | 0      | 2           | 0          |
| Maurides            | 7             | 0             | 0             | 0             | 2         | 0         | 0           | 0          | 9        | 0      | 0           | 0          |
| C. Metcalfe         | 30            | 3             | 6             | 0             | 3         | 0         | 0           | 0          | 33       | 3      | 6           | 0          |
| K. Mets             | 32            | 0             | 1             | 1             | 4         | 0         | 1           | 0          | 36       | 0      | 2           | 1          |
| D. Nemeth           | 7             | 0             | 2             | 0             | 1         | 0         | 0           | 0          | 8        | 0      | 2           | 0          |
| L. Ritzka           | 29            | 2             | 2             | 0             | 3         | 0         | 1           | 0          | 32       | 2      | 3           | 0          |
| E. Saad             | 30            | 7             | 7             | 1             | 4         | 2         | 2           | 0          | 34       | 9      | 9           | 1          |
| M. Saliakas         | 31            | 2             | 6             | 1             | 4         | 0         | 1           | 0          | 35       | 2      | 7           | 1          |
| T. Scheller         | 2             | 0             | 0             | 0             | 0         | 0         | 0           | 0          | 2        | 0      | 0           | 0          |
| D. Sinani           | 7             | 1             | 2             | 0             | 3         | 0         | 0           | 0          | 10       | 1      | 2           | 0          |
| E. Smith            | 26            | 1             | 7             | 0             | 4         | 1         | 1           | 0          | 30       | 2      | 8           | 0          |
| P. Treu             | 26            | 1             | 1             | 0             | 4         | 0         | 0           | 0          | 30       | 1      | 1           | 0          |
| N. Vasilj           | 34            | -37           | 1             | 0             | 0         | 0         | 0           | 0          | 34       | -37    | 1           | 0          |
| H. Wahl             | 33            | 0             | 4             | 1             | 4         | 1         | 0           | 0          | 37       | 1      | 4           | 1          |
| S. Zoller           | 4             | 0             | 0             | 0             | 2         | 1         | 1           | 0          | 6        | 1      | 1           | 0          |
| J. Medić            | 1             | 0             | 0             | 0             | 0         | 0         | 0           | 0          | 1        | 0      | 0           | 0          |